# Leucoma albina
Leucoma albina är en fjärilsart som beskrevs av Carl Plötz 1880. Leucoma albina ingår i släktet Leucoma och familjen tofsspinnare. Inga underarter finns listade i Catalogue of Life.